# Klaus Baess
Klaus Baard Baess (* 10. November 1924 in Frederiksberg; † 16. September 2018) war ein dänischer Segler.

## Erfolge
Klaus Baess, der ab 1943 für den Kongelig Dansk Yachtklub segelte, nahm in der Bootsklasse Drachen an den Olympischen Spielen 1948 in London teil. Er war neben Ole Berntsen Crewmitglied der Snap, deren Skipper dessen Bruder William Berntsen war. In insgesamt sieben Wettfahrten platzierte sich die Snap stets unter den besten fünf Booten und schloss die in Torquay stattfindende Regatta mit 4223 Gesamtpunkten auf dem dritten Platz ab, womit Baess und die Berntsen-Brüder die Bronzemedaille hinter der Pan von Thor Thorvaldsen aus Norwegen und der Slaghoken von Folke Bohlin aus Schweden erhielten.
In seiner Heimat Dänemark war Baess auch als Yachtdesigner tätig. Sein Schwager war der kanadische Ruderer und Olympiasieger Lorne Loomer.